# Apodemus
Az Apodemus az emlősök (Mammalia) osztályának rágcsálók (Rodentia) rendjébe, ezen belül az egérfélék (Muridae) családjába tartozó nem.

## Rendszerezés
A nembe az alábbi 4 alnem és 21 élő faj és 2 fosszilis faj tartozik:
- Alsomys
  - Apodemus draco Barrett-Hamilton, 1900
  - nepáli erdeiegér (Apodemus gurkha) Thomas, 1924
  - Apodemus latronum Thomas, 1911
  - koreai erdeiegér (Apodemus peninsulae) Thomas, 1907
  - tajvani erdeiegér (Apodemus semotus) Thomas, 1908
  - Apodemus speciosus Temminck, 1844
- Apodemus
  - pirókegér (Apodemus agrarius) Pallas, 1771 – típusfaj
  - japán erdeiegér (Apodemus argenteus) Temminck, 1844
  - Apodemus chevrieri Milne-Edwards, 1868
- Karstomys
  - Apodemus epimelas Nehring, 1902 - egyes biológus az Apodemus mystacinus alfajának tekinti
  - szirti erdeiegér (Apodemus mystacinus) Danford & Alston, 1877
  - Apodemus rusiges Miller, 1913
- Sylvaemus
  - alpesi erdeiegér (Apodemus alpicola) Heinrich, 1952
  - sárganyakú erdeiegér (Apodemus flavicollis) Melchior, 1834 - szinonimája: Apodemus arianus
  - Apodemus hyrcanicus Vorontsov, Boyeskorov, & Mezhzherin, 1992
  - Apodemus pallipes Barrett-Hamilton, 1900 - szinonimája: Apodemus wardi
  - Apodemus ponticus Sviridenko, 1936
  - erdei egér (Apodemus sylvaticus) Linnaeus, 1758
  - kislábú erdeiegér (Apodemus uralensis) Pallas, 1811
  - izraeli erdeiegér (Apodemus witherbyi) Thomas, 1902 - szinonimák: Apodemus hermonensis, Apodemus fulvipectus
- Bizonytalan helyzetű
  - Apodemus avicennicus Darvish, Javidkar & Siahsarvie, 2006
  - †Apodemus gorafensis (késő miocén/kora pliocén, Olaszország)[2]
  - †Apodemus dominans (Kolzoi, 1959)

### Fordítás
- Ez a szócikk részben vagy egészben  az   Apodemus című angol Wikipédia-szócikk ezen változatának fordításán alapul.  Az eredeti cikk szerkesztőit annak laptörténete sorolja fel. Ez a jelzés csupán a megfogalmazás eredetét és a szerzői jogokat jelzi, nem szolgál a cikkben szereplő információk forrásmegjelöléseként.